# Тріумфальна арка на площі Каррузель
Тріумфальна арка на площі Каррузель в Парижі (фр. Arc de Triomphe du Carrousel) — пам'ятка архітектури в стилі ампір, споруджена перед палацом Тюїльрі за наказом Наполеона для увічнення його перемог в 1806—1808 роках. Від арки на схід було прокладено 9-кілометрову історичну вісь, яку складають Площа Згоди, Єлисейські поля зі значно масштабнішої Тріумфальною аркою та Велика арка Дефанс.
Проєкт арки підготували Шарль Персьє та П'єр Фонтен, що надихнулися формами давньої арки Костянтина в Римі. Споруду увінчує квадрига святого Марка, вивезена з Венеції. Після падіння Наполеона її довелося замінити скульптурною композицією, яка алегорично зображає тріумф Бурбонів (скульптори Франсуа-Фредерік Лемо, Франсуа Жозеф Бозіо).
Сюжети скульптурного оздоблення для арки підбирав особисто Домінік Віван-Денон. Тут зображені Пресбурзький мир, тріумфальний в'їзд Наполеона до Мюнхена й до Відня, Битва під Аустерліцем, конгрес у Тильзіті й падіння Ульма. Крім того, арку прикрашають геральдичні символи Італійського королівства та Французької імперії.
Арка є пам'яткою історії з 1888 року.